# عودة الطماطم القاتلة
عودة الطماطم القاتلة هو فيلم ساخر أمريكي إنتاج 1988 وهو الجزء الثاني لفيلم هجوم الطماطم القاتلة.

## وصلات خارجية
- عودة الطماطم القاتلة على موقع IMDb (الإنجليزية)
- عودة الطماطم القاتلة على موقع روتن توميتوز (الإنجليزية)
- عودة الطماطم القاتلة على موقع نتفليكس (الإنجليزية)
- عودة الطماطم القاتلة على موقع ألو سيني (الفرنسية)
- عودة الطماطم القاتلة على موقع Turner Classic Movies (الإنجليزية)
- عودة الطماطم القاتلة على موقع أول موفي (الإنجليزية)
- عودة الطماطم القاتلة على موقع بوكس أوفيس موجو (الإنجليزية)
- عودة الطماطم القاتلة على موقع فيلمافينيتي (الإسبانية)
- عودة الطماطم القاتلة على موقع قاعدة بيانات الأفلام السويدية (السويدية)
- عودة الطماطم القاتلة على موقع قاعدة بيانات الفيلم (الإنجليزية)